# Palythoa australiensis
Palythoa australiensis is een Zoanthideasoort uit de familie van de Sphenopidae. De wetenschappelijke naam van de soort is voor het eerst geldig gepubliceerd in 1950 door Carlgren.